# Ethiopica acrothecta
Ethiopica acrothecta är en fjärilsart som beskrevs av Fletcher 1961. Ethiopica acrothecta ingår i släktet Ethiopica och familjen nattflyn. Inga underarter finns listade i Catalogue of Life.